# کلیسای گریگور لوساووریچ مقدس
کلیسای گریگور لوساووریچ مقدس (به ارمنی: Սուրբ Գրիգոր Լուսավորիչ եկեղեցի) در منطقه مجیدیه تهران، خیابان شانزده متری دوم، خیابان شهید جمشید رویان واقع و در سال ۱۹۸۳ میلادی ساخته شده‌است.

## تاریخ
زمین کلیسا در سال ۱۳۵۴ خورشیدی (۱۹۷۵ میلادی) با کمک‌های مالی ارمنی‌های ساکن این محله و از طریق شورای خلیفه گری ارامنه تهران خریداری گردید. هزینه کامل ساخت کلیسا را فرد خیری به نام «گریگور ملیکیان» عهده‌دار گردید و معمار آن «ژیرایر سیمونیان» بود و در سال ۱۳۶۲ خورشیدی (۱۹۸۳ میلادی) کار ساخت بنا به پایان رسید.

## نگارخانه

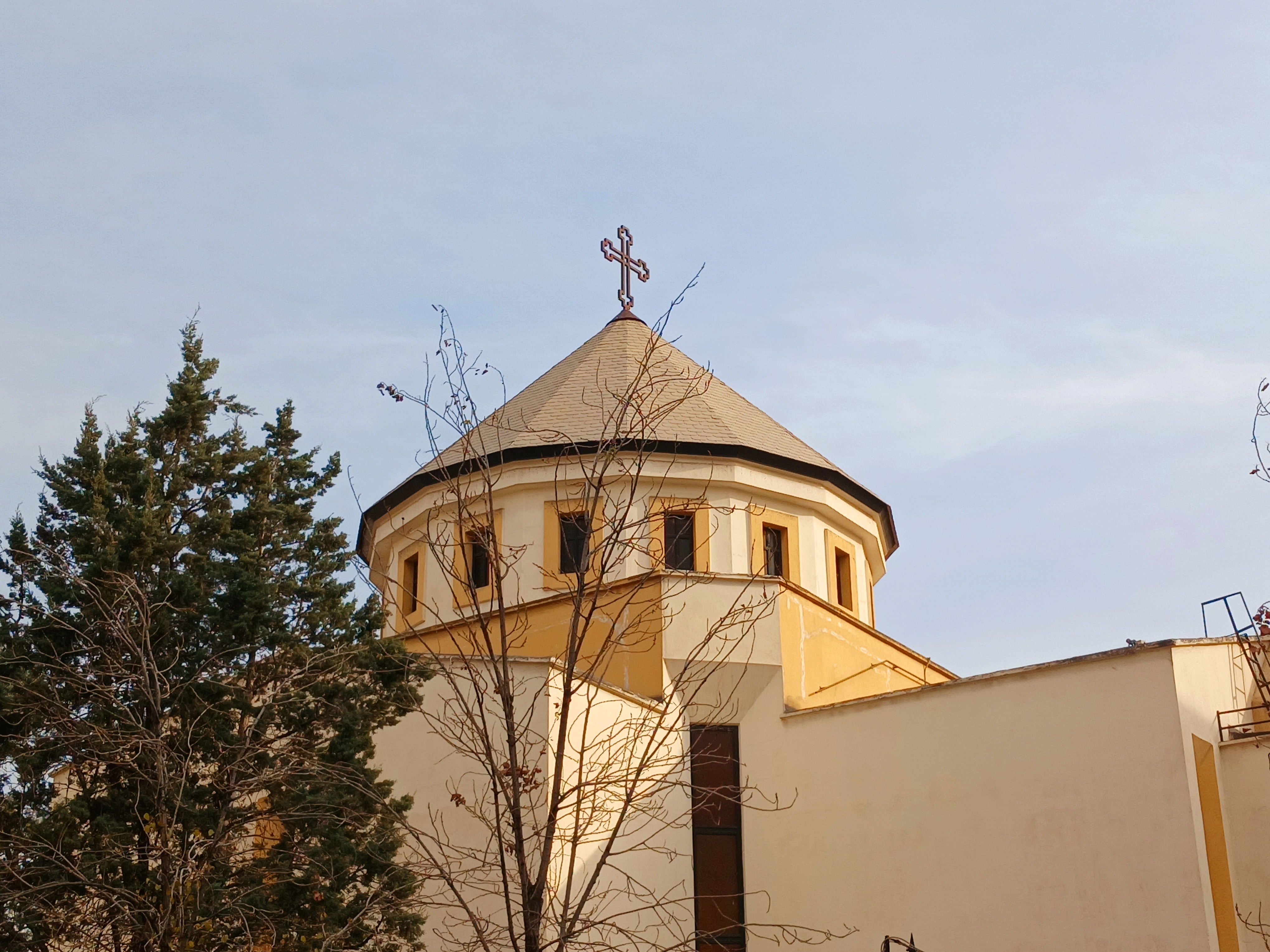
گنبد کلیسا